# BY Весов
BY Весов (лат. BY Librae) — одиночная переменная звезда в созвездии Весов на расстоянии (вычисленном из значения параллакса) приблизительно 34587 световых лет (около 10604 парсеков) от Солнца. Видимая звёздная величина звезды — от +15,4m до +14,1m.

## Характеристики
BY Весов — пульсирующая переменная звезда типа RR Лиры (RRAB).